# Flygolyckan vid Kebnekaise 2012
Flygolyckan vid Kebnekaise inträffade den 15 mars 2012, då ett norskt transportflygplan av typ  C-130 Hercules ur norska Luftforsvaret havererade strax under och väster om kammen mellan Kebnekaises syd- och nordtoppar under den norskledda NATO-militärövningen Cold Response, på väg från Evenes till Kiruna flygplats. Besättningen bestod av fem norska militärer. Flygplanet var under inflygning till Kiruna flygplats, 77 kilometer från olycksplatsen.

## Olycksplatsen
Flygplanet flög i horisontalläge in i den lodräta väggen i östlig riktning 170 meter nordnordväst om Kebnekaises sydtopp, strax nedanför kammen som går mellan sydtoppen och nordtoppen, på 2.014 meters höjd. Vrakresterna hamnade huvudsakligen på Rabots glaciär väster om kammen, men även på Storglaciären på östsidan om kammen.
Den 16 och 17 mars påträffades vrak- och kroppsdelar vid Kebnekaises nordsida och på Rabots glaciär och Storglaciären.

## Omkomna
- Överstelöjtnant Truls Audun Ørpen (pilot; skvadronchef)
- Kapten Ståle Garberg (befälhavare)
- Kapten Bjørn Yngvar Haug (lastmästare)
- Kapten Siw Robertsen (lastmästare)
- Kapten Steinar Utne (passagerare; helikopterpilot och flygsäkerhetsofficer)

## Haveriets orsaker
Statens haverikommission publicerade den 22 oktober 2013 en slutrapport över olyckan. Det har befunnits att olyckan inte orsakats av tekniska fel på flygplan eller annan utrustning. Två huvudorsaker pekas ut, nämligen dels felaktig flygledning i svenskt luftrum, dels otillräcklig kunskap om terrängen och otillräcklig förberedelse för flygningen beträffande flygplanets besättning.
Haverirapporten anger att flygplanet av flygledare i Kiruna beordrats sänka flyghöjden till en nivå som är lägre än högsta topparna i Kebnekaisemassivet, vilket låg i flygvägen. Flygplanets besättning hade samtidigt inte kontrollerat att den anvisade flyghöjden var för låg. Kommissionen pekar på orsaker på organisatorisk nivå:
- Norska Luftförsvaret har inte säkerställt att besättningen haft tillgång till tillräckligt säkra arbetssätt för att förhindra att luftfartyget framförs under den lägsta säkra flygnivån på sträckan.
- Luftfartsverket har inte haft tillräckligt säkra arbetssätt för att säkerställa, dels att klareringar endast görs inom kontrollerat luftrum vid flygning enligt instrumentflygregler, om inte föraren särskilt begärt annat, dels att relevant flyginformation lämnas."[5]

## Statens haverikommissions rekommendationer
Haverikommissionen har funnit många slags brister hos en rad svenska myndigheter samt hos Norges flygvapen och riktar ett antal rekommendationer till bland andra Norges flygvapen, Transportstyrelsen, Rikspolisstyrelsen och Myndigheten för samhällsskydd och beredskap. Rekommendationerna till Transportstyrelsen avser arbete för att åtgärda brister inom Luftfartsverket och det för räddningsinsatsen ansvariga Sjöfartsverket.
Den skarpaste, och mest anmärkningsvärda rekommendationen, avser den till tillsynsmyndigheten Transportstyrelsen "att tillse att det genomförs en utredning av säkerhetskulturen inom Luftfartsverket med syfte att skapa förutsättningarna att vidmakthålla och utveckla verksamheten ur ett godtagbart flygsäkerhetsperspektiv." 
Luftfartsverket har förnekat brister i sin säkerhetskultur. I ett pressmeddelande tre veckor före publiceringen av haverikommissionens slutrapport sammanfattar verket en av Eurocontrol i Bryssel genomförd granskning, på basis av en enkätundersökning bland Luftfartsverkets personal i mars 2013, som att flygsäkerhetskulturen inom verket är god, men kan bli ännu bättre.
Haverikommissionens utredningsledare har kommenterat att kommissionen anser det vara allvarligt att Luftfartsverket efter olyckan inte konstaterat någon kompetensbrist, till trots att man tagit ned flygplanet ur det säkra luftrummet.